# Щит Каламуна
Бригада „Щит Каламуна“ (араб. قوات درع القلمون‎, Quwat Dir’ al-Qalamoun, сокр.: QSF), — вооруженное подразделение, действовавшее с января 2014 года по 8 декабря 2024 года на стороне Сирийской арабской армии. В основном состояла из бывших военнослужащих и ветеранов САА, а также добровольцев из городов Каламуна, в том числе бывших бойцов сирийской оппозиции. Бригада была оснащена лёгким оружием, ПТРК и поддерживалась артиллерией, авиацией Сирийских арабских ВС, ВКС России.

## История

### Ранняя история
Изначально «Щит Каламуна» представлял собой вспомогательное иррегулярное вооруженное подразделение САА, состоящее из местных жителей-добровольцев, проживающих в районе сирийско-ливанской границы, под командованием Аделя Ибрагима Делла. Задачей подразделения была защита района гор Каламун, а также обеспечение безопасности в районе сирийско-ливанской границы при поддержке Республиканской гвардии САА.
В течение 2015 года «Щит Каламуна» значительно увеличился в количестве и расширил свое участие в боевых действиях. «Щит Каламуна» не только принимал участие в наступательных операциях САА в западных горах Каламун, но также сражался в Дамаске, например, в Харасте.
Позже бойцы «Щита Каламуна» даже были привлечены к участию в битве за Алеппо и наступлению в провинции Хомс в ноябре-декабре 2015 года. Во время этих операций «Щит Каламуна» начал тесно сотрудничать с 3-й бронетанковой дивизией САА вместо Республиканской гвардии.
В первой половине 2016 года «Щит Каламуна» стал особенно активным в Сирийской степи и Сирийской пустыне, принимая участие в наступлении на Пальмиру в марте 2016 года, битве за Эль-Карьятейн в марте-апреле 2016 года и наступлении на Думайр в апреле 2016 года. Примерно в это же время подполковник сирийской армии Фирас Джаза стал «генеральным руководителем» подразделения, хотя Адель Ибрагим Деллах продолжал выполнять функции военного командующего.

### Разделение подразделения
В мае 2016 года от первоначального «Щита Каламуна» отделилась часть подразделения во главе со старым командиром Адель Ибрагим Делла, из которой было сформировано новое подразделение «Силы защиты отечества». Оставшаяся часть подразделения продолжила свою деятельность под старым названием под руководством Фираса Джазы. «Щит Каламуна» после раскола значительно усилил свои усилия по вербовке новых бойцов в районе Каламуна, привлекая сотни бывших повстанцев Свободной сирийской армии (FSA) в свои ряды в рамках соглашений о примирении, заключаемых правительством Сирии с оппозицией. Уже к началу 2017 года, по некоторым оценкам, от 10 до 50 % или более бойцов «Щита Каламуна» являлись бывшими повстанцами.
Таким образом, несмотря на отделение части подразделения, бригада «Щит Каламуна» стала активнее участвовать в боевых действиях на всей территории Сирии. В Сирийской пустыне «Щит Каламуна» помог защитить военную авиабазу Т-4 (Тифор) от боевиков Исламского государства во время их наступления на Пальмиру в декабре 2016 года.
В 2017 году «Щит Каламуна» принял участие в многочисленных наступательных операциях правительственной армии в разных частях Сирии: в Восточном Хомсе в марте-мае 2017 года, в Восточной Хаме в мае-июне 2017 года, в сирийской пустыне в мае-июле 2017 года, в кампании в центральной Сирии в июле-октябре 2017 года. Кроме того, «Щит Каламуна» принимал участие в боевых действиях в долине реки Вади-Барада и в горной местности на сирийско-ливанской границе. В декабре 2017 года «Щит Каламуна» также отправил один из своих батальонов для участия в битве при Харасте.